# Cory Gardner
Cory Scott Gardner (* 22. srpna 1974 Yuma, Colorado) je americký politik za Republikánskou stranu. V letech 2015 až 2021 byl senátorem USA za stát Colorado.
V letech 2005 až 2011 byl členem coloradské Sněmovny reprezentantů za 63. okrsek. Od roku 2011 pak působil jako člen Sněmovny reprezentantů za coloradský čtvrtý okrsek. Ve volbách v roce 2014 byl zvolen senátorem, když porazil s rozdílem 2 % hlasů kandidáta Demokratů a dosavadního senátora Marka Udalla. Ve volbách v roce 2020 však mandát neobhájil, když jej o téměř 10 % porazil Demokrat John Hickenlooper.
Je ženatý, má tři děti.